# Europese Commissie tegen Racisme en Intolerantie
De Europese Commissie tegen Racisme en Intolerantie (ECRI)  is een onafhankelijk toezichtsorgaan voor de mensenrechten, dat in 1993 is ingesteld door de Raad van Europa. De ECRI richt zich speciaal op racisme en onverdraagzaamheid.
De commissie bestaat uit onafhankelijke leden die worden benoemd wegens hun deskundigheid op het gebied van racisme, vreemdelingenhaat, antisemitisme en onverdraagzaamheid. De ECRI bekijkt racisme niet Europees maar per land van de EU. De ECRI brengt daarover ongeveer elke vijf jaar een rapport uit. 
Voor de rapporten doet de ECRI literatuuronderzoek, brengt bezoeken aan het land en spreekt met nationale autoriteiten. De ECRI maakt geen gebruik van nationale onderzoeken, ook spreekt ze niet met burgers. Autoriteiten van het betreffende land (meestal regeringfunctionarissen) kunnen wijzigingen voorstellen maar dat geldt alleen voor feitelijke onjuistheden. Ook kunnen nationale autoriteiten hun mening en/of commentaar over het rapport aan het ECRI-rapport toevoegen. 